# Robert van Trikt (medicus)
Robert van Trikt is een voormalig Surinaams medicus en politicus. Hij was vanaf 1977 huisarts in Paramaribo en van 1984 tot 1986 minister van Volksgezondheid.

## Biografie
Robert van Trikt werkte sinds begin 1977 als huisarts, verbonden aan de Polikliniek Algemene Geneeskunde van het Diakonessenhuis in Paramaribo.
Op 2 februari 1984 trad het kabinet-Udenhout I aan ten tijde van het militaire regime in Suriname. Hieraan namen ook leden van de vakbonden en het bedrijfsleven deel. Drie weken na de installatie trad Van Trikt toe als minister van Volksgezondheid, waarbij hij het bedrijfsleven vertegenwoordigde. Ook werd hij opnieuw geïnstalleerd in het kabinet-Udenhout II. In juli 1985 verkondigde hij tegenover topambtenaren van zijn ministerie dat het Militaire Gezag binnen zes maanden verkiezingen wilde houden, met het doel om weer ontwikkelingsgeld uit Nederland te ontvangen. Feitelijk gebeurde dit zo'n tweeënhalf jaar later. In juli 1986 was het medicijnentekort inmiddels zo hoog opgelopen, dat Nickeriaanse artsen een open brief met een noodkreet naar Van Trikt stuurden en een kopie ervan naar de Mensenrechtencommissie van de Verenigde Naties. Hij diende zijn ministerschap uit tot het eind van de zittingsperiode van Udenhout II op 16 juli 1986. In mei 1987 werd hij door Suriname als beleidsadviseur uitgezonden naar de Algemene Vergadering van de Wereldgezondheidsorganisatie (WHO).